# Gynodiastylis quadricristata
Gynodiastylis quadricristata är en kräftdjursart som beskrevs av Hale 1946. Gynodiastylis quadricristata ingår i släktet Gynodiastylis och familjen Gynodiastylidae. Inga underarter finns listade i Catalogue of Life.